# Serie D
Die Serie D ist die vierthöchste italienische Fußball-Liga. Sie ist die höchste Amateurliga, die übergeordneten Ligen gelten als Profiligen. Veranstalter der Liga ist die Lega Nazionale Dilettanti (LND; it. Nationaler Amateurverband), eine Unterorganisation des italienischen Fußballverbandes Federazione Italiana Giuoco Calcio, der den gesamten Amateur- und Frauenbereich regelt. Die Serie D ist die einzige gesamtitalienische Amateurliga, in der Vereine aus allen italienischen Provinzen spielen.

## Modus
Die Serie D ist in neun regionale Gruppen (A bis I) unterteilt, von denen in der Saison 2024/25 sieben mit 18 und drei mit 20 Vereinen ausgetragen werden.
Die Zuordnung der Vereine zu bestimmten Gruppen innerhalb der Serie D ist grundsätzlich geografisch, wird jedoch von der LND bestimmt. Spieltag ist, wie in allen italienischen Ligen, der Sonntag. Die Saison dauert von Ende August/Anfang September bis Ende Mai/Anfang Juni mit kurzer Winterpause zwischen Weihnachten und dem Dreikönigstag.
Die neun Erstplatzierten der regionalen Serie-D-Gruppen steigen direkt in eine der drei Gruppen der Serie C auf, die Zweit- bis Fünftplatzierten spielen zwar Play-offs um mögliche weitere Aufsteiger aus, können den Aufstieg in der Regel jedoch nur wahrnehmen, wenn aus irgendwelchen Gründen andere Vereine in übergeordneten Ligen nicht zumindest in der Serie C antreten dürfen.
Die beiden Letztplatzierten der regionalen Serie-D-Gruppen steigen direkt in die fünfthöchste Spielklasse, die Eccellenza ab, während die auf Rang 13 bis 16 platzierten Teams in den Play-outs antreten, in denen zwei weitere Absteiger ausgespielt werden.
Genauso wie in der Profiliga, spielen auch die Amateurvereine in der Serie D einen eigenen Pokalwettbewerb und eine eigene Meisterschaft (Poule Scudetto) aus.

## Geschichte
Die Serie D wurde im Zuge der Fußballreform 1952/53 als „Quarta Serie“ (ital. vierte Liga, auch Serie IV) gegründet, bereits damals als regionale, in Divisionen unterteilte Amateurliga. Bereits drei Jahre später wurde jedoch der Austragungsmodus geändert und zwischen zwei Ebenen innerhalb der vierten Liga unterschieden (Quarta Serie I und Quarta Serie II), der jedoch nur ein Jahr anhält. Ein weiteres Jahr später (1957) wurde der Modus erneut geändert, die Divisionen wurden wieder eingeführt, jedoch weiterhin zwischen erster und zweiter Klasse unterschieden (ähnlich dem System der Serie C heute.) Auch dieser Modus wurde jedoch nicht beibehalten, schließlich kehrte man zur Saison 1959/60 zum alten Modus (in 6 Divisionen) zurück und nannte die Liga Serie D.
Dieser Modus wurde im Wesentlichen bis zur Saison 1978/79 beibehalten, musste dann jedoch durch Änderungen in der Serie C (die seitdem in zwei Divisionen unterteilt ist), geändert werden. Es wurden 12 Divisionen zu jeweils 16 Mannschaften eingeführt, wobei jeweils eine Mannschaft aufstieg und drei abstiegen. Dieser Modus wurde 10 Jahre beibehalten, ehe die Anzahl der Mannschaften 1990 auf 18 angehoben wurde und nur noch sechs Mannschaften aufsteigen konnten. In den folgenden Jahren wurde die Anzahl der insgesamt teilnehmenden Mannschaften wieder abgestockt (von 216 auf 162) und die Serie D in Campionato Nazionale Dilettanti (in Südtirol lautet der offizielle Name Amateur-Nationalliga) umbenannt. Seit 1999 heißt die Liga wieder Serie D. Seit 2014 ist sie wieder die vierte Liga, nachdem die beiden höheren Ligen zusammengefasst wurden.

## Vereine 2025/26
| Gruppe A - ASD Asti - ASDJ Biellese Libertas - ASD Cairese - Celle Varazze - ASD Chisola Calcio - Club Mlano - FBC Derthona - AC Gozzano - ASD Imperia - USD Lavagnese 1919 - SC Ligorna 1922 - SSD NovaRomentino - ACSD Saluzzo - SSD Sanremese Calcio - US Sestri Levante 1919 - FC Vado - Valenzana Mado - ASD Città di Varese | Gruppe B - USD Breno - ASD Calcio Brusaporto - Calcio Caldiero Terme - USD Casatese Merate - USD Castellanzese - AC ChievoVerona - US Folgore Caratese - AC Leon - Milan Futuro - ASD Oltrepò FBC - AC Pavia - Real Calepina - US Scanzorosciate - Nuova Sondrio Calcio - Varesina Sport CV - ASD Villa Valle - Virtus Bergamo - AVC Vogherese 1919 | Gruppe C - US Adriese 1906 - FC Bassano 1903 - ASD Brian Lignano - FC Calvi Noale - ACD Campodarsego - ASD Cjarlins Muzane - FCD Conegliano Calcio 1907 - AC Este - FC Legnago Salus - Luparense FC - AC Mestre - FC Obermais - Portogruaro Calcio ASD - ASD San Luigi Calcio - FC Treviso - Union Clodiense Chioggia FC - Unione La Rocca Altavilla - AC Vigasio |

| Gruppe D - SS Cittadella Vis Modena - Correggese Calcio 1948 - AC Crema 1908 - Calcio Desenzano - Imolese Calcio 1919 - Lentigione Calcio - ASD Pro Palazzolo - Piacenza Calcio 1919 - US Pistoiese - Pro Sesto 1913 - SCD Progresso Calcio - ASD Rovato Vertovese - FC Sangiuliano City - ACD Sant'Angelo 1907 - ASD Sasso Marconi 1924 - CP Trevigliese - ASD Tropical Coriano - AC Tuttocuoio 1957 San Miniato | Gruppe E - Camaiore Calcio ASD - ASD Cannara - AC Fulgens Foligno - US Gavorrano - GSD Ghiviborgo - US Grosseto - Montevarchi Calcio Aquila 1902 - Orvietana Calcio - US Poggibonsi - AC Prato - San Donato Tavarnelle - Vivi Altotevere Sansepolcro - FC Scandici 1908 - ASD Seravezza Pozzi - Siena FC - Tau Calcio Altopascio - ASD Terranuova Traiana - SC Trestina | Gruppe F - US Ancona 1905 - Atletico Ascoli - GSD Castelfidardo Calcio - Calcio Chieti - US Forsempronese Calcio - Giulianova Calcio 1924 - L'Aquila Calcio - SS Maceratese - SSD San Nicolò Notaresco - AS Ostia Mare Lido Calcio - US Recanatese - AC Sammaurese - San Marino Calcio - ASD GC Sora - Teramo Calcio - Termoli Calcio 1920 - ASD UniPomezia 1938 - US Vigor Senigallia |

| Gruppe G - SSD Cynthialbalonga - Anzio Calcio 1924 - Atletico Lodigiani - Polisportiva Calcio Budoni - Cassino Calcio 1924 - ASD Flaminia Civita Castellana - Ischia Calcio - ASD Monastir 1983 - GS Montespaccato Calcio - ASD Nocerina 1910 - Olbia Calcio 1905 - USD Palmese - Real Monterotondo Scalo - Scafatese Calcio - COS Sarrabus Ogliastra - Sassari Calcio Latte Dolce - ASD Trastevere Calcio - Valmontone 1921 | Gruppe H - Real Acerrana 1926 - AC Afragolese 1944 - ASD Barletta 1922 - USD Città di Fasano - ASD Ferrandina - SSD Fidelis Andria 2018 - FC Francavilla - FBC Gravina - ASD Heraclea Calcio - Manfredonia Calcio - ASD Martina Calcio 1947 - ACD Nardò - SS Nola 1925 - Paganese Calcio - FC Pompei - ASD Real Normanna - ASD Sarnese 1926 - Virtus Francavilla Calcio | Gruppe I - ASD Acireale Calcio - Athletic Club Palermo - ASD Castrumfavara - Enna Calcio - Gela Calcio - Gelbison Cilento Vallo della Lucania - ASD Nuova Igea Virtus - ACR Messina - SS Milazzo - Nissa FC - Paternò Calcio - Ragusa Calcio - Reggina 1914 - AS Sambiase - Sancataldese Calcio - ASD US Savoia 1908 - US Vibonese Calcio - Vigor Lamezia |